# Amblyscarta venosa
Amblyscarta venosa är en insektsart som beskrevs av Victor Antoine Signoret 1853. Amblyscarta venosa ingår i släktet Amblyscarta och familjen dvärgstritar. Inga underarter finns listade i Catalogue of Life.